# Bernd-Artin Wessels
Bernd-Artin Wessels (* 22. Juni 1941 in Großenhain) ist ein deutscher Kaufmann und Bremer Unternehmer u. a. als Reeder (Union Reederei) und Importeur von Südfrüchten.

## Biografie

### Familie, Ausbildung und Beruf
Wessels war der Sohn des Bernhard Heinrich Wessels. Er wuchs in Bremen auf. Er besuchte ab 1948 die Grundschule an der Schaumburger Straße und ab 1954 das Hermann-Böse-Gymnasium. 1959 begann seine Ausbildung zum Groß- und Außenhandelskaufmann, die er 1967 beendete. Von 1964 bis 1967 studierte er an der Deutschen Außenhandels- und Verkehrsakademie in Bremen und schloss als Betriebswirt ab. 1970 bis 1973 vertiefte er sein Studium an der Akademie für Welthandel in Wiesbaden und danach an der Fachhochschule Hamburg im Studiengang Wirtschaftsmathematik/Informatik.
Ab 1967 war er bei der Firma Harder, Meiser & Co. in der Scipio-Gruppe als Betriebswirt im Ressort Unternehmensplanung tätig. 1972/73 übernahm er dort die Zentralleitung und den Vertrieb und 1978 die Geschäftsleitung der Bratlanta B.V. in Rotterdam. 1980 wurde er Kommanditist und 1981 persönlich haftender Gesellschafter bei Scipio GmbH & Co. KG in Bremen. Diese Firma und ihre Töchter waren u. a. im Fruchthandel die größte deutsche, und später europäische Unternehmensgruppe in der Branche. 1987 wurde er Seniorpartner der Scipio-Gruppe im In- und Ausland.
1987 erfolgte die Gründung der Atlanta AG und Wessels übernahm den Vorstandsvorsitz. Die Unternehmensgruppe wurde eines der wichtigsten Unternehmen im Geschäftsfeld Handel mit Frischfrucht. 1996 trat er vom Vorstand der Atlanta AG zurück und er wurde alleingeschäftsführender Gesellschafter der Scipio GmbH & Co KG, die 100 % der Aktien der Atlanta AG hielt. 1998 übernahm er den Aufsichtsratsvorsitz der Atlanta AG und den Beiratsvorsitz der Heuer-Gruppe, deren Gesellschafter er war.
In Bremen ist er auch als „Bananen-König“ bekannt, so die taz.
Er ist seit 1969 verheiratet mit Elke Wessels, geb. Seevers.

### Weitere unternehmerische Aktivitäten
Wessels ist bzw. war zudem
- seit 1990 geschäftsführender Gesellschafter der Wessels-Vermögensanlage-GbR, Bremen, jetzt Stuhr
- Mitinhaber BAW-Beteiligungs- und Consulting GmbH, Bremen, jetzt Stuhr
- Geschäftsführer der Bremischen Finanzbeteiligungs GmbH, Bremen
- Mitgesellschafter und Beirat (bis 2011) der HanseProjekt GmbH, Bremen
- Beiratsvor. der Media-Gruppe, Glinde bei Reinbek
- Vorsitz des Beirates der Koopmanndruck Druckerei August Koopmann, Stuhr
- Gründer der Firmen Wessels-Immobilien, WIG-Wessels-Immobilien, BAW Beteiligungs- und Consulting, Innovationskontor Nordwest in Bremen, Zentaurus in Stuhr, HWB Beteiligungs- und Consulting in Stuhr
- Gründung der Pieper & WesselsGmbH, Stuhr
- Mitglied in Aufsichtsräten u. a. vom Park Hotel Bremen von Haacke + Haacke in Celle (seit 2009 Vorsitzender), Fruit2Trade AG in Bremen (Vorsitz)
- Mitglied, oft als stellvertretender Vorsitzender und Vorsitzender diverser Unternehmen, u. a. Beiratsmitglied der Deutschen Bank und der Allianz.
- Stellv. Vorsitzender des Börsenrates der Bremer Wertpapierbörse
- Vorsitzender des Außenwirtschaftsausschusses des DHIT, Berlin
- Vorsitzender des Aufsichtsrates der Bremer Family Office AG
- Vorsitzender des Aufsichtsrates der b.r.z. GmbH (Bremer Rechenzentrum)

### Weitere Mitgliedschaften
Wessels war
- Seit 1998 Mitglied des Präsidiums der Handelskammer Bremen (Vize-Präses bis 2005)
- Koordinator der Lateinamerika-Initiative in Bremen
- Mitglied des Außenwirtschaftsausschusses des DIHT
- Seit 1993 Honorarprofessor, später a.o. Prof. für Marketing und internationales Management der Universität Sofia
- Bis 2006 Vorsitzender des Landeskuratoriums Bremen des Stifterverbandes für die Deutsche Wissenschaft und Mitglied des Vorstandes des Stifterverbandes in Essen
- Bis 2007 Vorsitzender des Stiftungsrates der Deutschen Außenhandels- und Verkehrsakademie, Bremen
- Seit 1992 Honorarkonsul und von 2000 bis 2015 Honorargeneralkonsul von Ecuador und deshalb von 2002 bis 2012 Doyen im Land Bremen.
- Vizepräsident Eurochambres, Brüssel
- Präsident des Golf Clubs Syke
- Geschäftsführer der Langeooger Golf GmbH & Co. KG, Stuhr
- Governor bei Rotary International, Distrikt 1850

Wessels ist
- PR-Beirat der Universität Bremen
- 2001 Gründer der Bernd-Artin Wessels Krebsstiftung
- Vorstands- und Beiratsfunktionen in diversen Kultureinrichtungen
- seit 1999 Genosse der "Eiswette" in Bremen
- Mitgründer des Stiftungshauses Bremen Gründungspräsident bis 2008
- Mitglied des Gemeinderates der Gemeinde Stuhr 2016 bis 2022. CDU Fraktion

## Ehrungen
- Schaffer 1992 der Schaffermahlzeit Bremen
- Wahl zum Bremer Unternehmer des Jahres 1994
- Senator E. h. der Hochschule Bremen
- Ehrendoktor der Universität Sofia
- AMW-Award 2012 der Hochschule Bremen
- Ehrenpräsident vom Golf Club Syke
- Ehrenmitglied Golfclub Langeoog

## Veröffentlichungen
- Das Bananendiktat – Plädoyer für einen freien Außenhandel Europas. Streitschrift von 1995. In: Mein Blick zurück nach vorn, Hauschild Verlag, Bremen 2011, ISBN 978-3-89757-505-9.
- Stiften in Bremen, Edition Temmen, Bremen 2008.
- Handelsfreiheit – einst und jetzt. In: Roland und die Freiheit. Edition Temmen, Bremen.
- Mein Blick zurück nach vorn, Verlag Hauschild, Bremen 2011, ISBN 978-3-89757-505-9.
- Diverse Ausstellungen von selbstgemalten Pastellbildern zu Gunsten von gemeinnützigen Organisationen